# Daniel Maclise

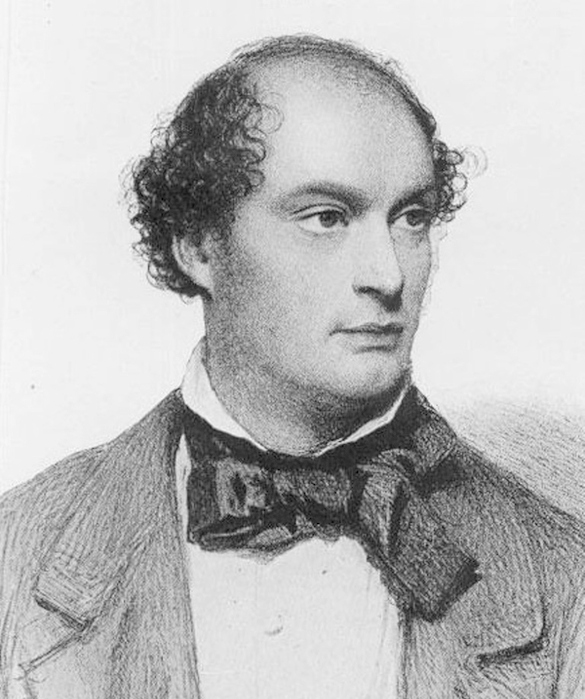
Daniel Maclise.

Daniel Maclise, född den 25 januari 1806 i Cork på Irland, död den 25 april 1870 i Chelsea, var en engelsk målare.
Maclise studerade i sin födelsestad och vid akademien i London och uppträdde även som tecknare och poet. Han vann 1831 medalj för Herkules vid skiljevägen och blev högt ansedd av sina samtida under en långvarig, oförtröttad och mångsidig verksamhet. Han målade historiska ämnen, även väggtavlor, som Blüchers och Wellingtons möte vid Waterloo och Nelsons död, romantiska genrebilder, scener ur Shakespeare - Macbeths bankett (1840, medförde hans inval i Royal Academy), teaterscenen ur "Hamlet" (National Gallery), Malvolio inför grevinnan (ur "Som ni behagar", Tate Gallery) -, vidare porträtt (Charles Dickens, Maclises intime vän, National Gallery) och akvareller samt tecknade karikatyrer och illustrerade böcker, allt skickligt och väl gjort, men, skriver Georg Nordensvan i Nordisk Familjebok, "utan djupare karaktär och utan koloristiskt lif, hvarför eftervärldens intresse för M:s konst är skäligen svalt".